# Papa Winnie
Carlisle Winston Peters, cunoscut drept Papa Winnie, (n. 7 martie 1955, Bequia⁠(d), Grenadines Parish⁠(d), Sfântul Vincențiu și Grenadine) este un cântăreț reggae din Saint Vincent și Grenadine.